# Uroxys caucanus
Uroxys caucanus là một loài bọ cánh cứng trong họ Bọ hung (Scarabaeidae).